# Massacre de Eldorado do Carajás
O Massacre de Eldorado do Carajás foi o assassinato de vinte e um sem-terra que ocorreu em 17 de abril de 1996 no município de Eldorado do Carajás, no sul do Pará, Brasil, decorrente da ação da polícia do estado do Pará.
O coronel Mário Colares Pantoja, que liderava a operação, foi afastado e colocado em prisão domiciliar por 30 dias pelo governador do estado, e depois foi liberado. Ele perdeu o comando do Batalhão de Marabá. O ministro da Agricultura, Andrade Vieira, encarregado da reforma agrária, pediu demissão na mesma noite, sendo substituído, dias depois, pelo senador Arlindo Porto.

## O Massacre
Vinte e um sem-terra foram mortos pela Polícia Militar do Estado do Pará. O acampamento próximo à fazenda Macaxeira surgiu em setembro de 1995. No dia 5 de novembro daquele ano a fazenda foi ocupada. Em 10 de abril de 1996, cerca de 2 500 sem-terra que estavam acampados na região, junto de outros manifestantes do MST, totalizando 4 221 pessoas, começaram uma marcha de quase 900 km até a capital Belém em protesto contra a demora da desapropriação de terras, principalmente dos 40 mil hectares da Fazenda Macaxeira, que consideravam ociosos. A Polícia Militar foi encarregada de tirá-los do local, porque estariam obstruindo a rodovia BR-155, que liga a capital do estado Belém ao sul do estado.

### Investigações e conclusões
O episódio aconteceu durante o governo de Almir Gabriel. A ordem para a ação policial partiu do Secretário de Segurança do Pará, Paulo Sette Câmara, que declarou, depois do ocorrido, que autorizara "usar a força necessária, inclusive atirar". De acordo com os sem-terra ouvidos pela imprensa na época, os policiais chegaram ao local lançando bombas de gás lacrimogêneo.
Segundo o legista Nelson Massini, que fez a perícia dos corpos, pelo menos dez vítimas foram executadas à queima-roupa. Sete lavradores foram mortos por instrumentos cortantes como foices e facões.
Os 155 policiais militares que participaram da operação foram indiciados sob acusação de homicídio pelo Inquérito Policial Militar (IPM). Esta decisão foi tomada premeditadamente, pois pela lei penal brasileira, não há como punir um grupo, já que a conduta precisa ser individualizada.
Como não houve perícia nas armas e projéteis para determinar quais policiais atingiram as vítimas, os 21 homicídios e as diversas lesões permaneceram impunes. Em outubro do mesmo ano, o Procurador-Geral da República, Geraldo Brindeiro, determinou que a Polícia Federal reconstituísse o inquérito por estar repleto de imperfeições técnicas. Neste parecer, Brindeiro afirmou ainda que o governador Almir Gabriel autorizou a desobstrução da estrada e que, portanto, tinha conhecimento da operação. No final do ano, o processo, que havia sido desdobrado em dois volumes, ainda estava parado no Tribunal de Justiça de Belém, que trata dos crimes de lesões corporais, e no Fórum de Curionópolis, que ficou encarregado dos homicídios.
Em maio de 2012, o coronel Mário Colares Pantoja e o major José Maria Pereira de Oliveira foram presos, condenados, o primeiro a 228 anos e o segundo a 158 anos de reclusão, pelo massacre.

### Participação de fazendeiros
No começo de maio de 1996, o fazendeiro Ricardo Marcondes de Oliveira, de 30 anos, depôs, responsabilizando o dono da fazenda Macaxeira pelas mortes. Ele o acusou de ter pago propina para que a Polícia Militar matasse os líderes dos sem-terra. Ele mesmo teria sido procurado para contribuir na coleta. O dinheiro seria entregue ao coronel Mário Pantoja, comandante da PM de Marabá, que esteve à frente da operação que resultou no massacre. Nenhum fazendeiro ou jagunço foi indiciado no inquérito da Polícia.

### Reação das autoridades federais
Uma semana depois do massacre, o Governo Federal confirmou a criação do Ministério da Reforma Agrária e indicou o então presidente do Ibama, Raul Jungmann, para o cargo de ministro. José Gregori, que na época era chefe de gabinete do então ministro da Justiça, Nelson Jobim, declarou que "o réu desse crime é a polícia, que teve um comandante que agiu de forma inadequada, de uma maneira que jamais poderia ter agido", ao avaliar o vídeo do confronto.
O então presidente Fernando Henrique Cardoso determinou que tropas do exército fossem deslocadas para a região em 19 de abril com o objetivo de conter a escalada de violência. O presidente pediu a prisão imediata dos responsáveis pelo massacre.
O ministro da Justiça, Nelson Jobim, juntou-se às autoridades policiais e do Judiciário, no Pará, a pedido do governo federal, para acompanhar as investigações. O general Alberto Cardoso, ministro-chefe da Casa Militar da Presidência da República, foi o primeiro representante do governo a chegar a Eldorado do Carajás.
As terras desapropriadas da fazenda Macaxeira foram entregues em abril de 1997 e ali formou-se o Assentamento 17 de Abril.
Em 2018, durante campanha, o deputado federal e pré-candidato à Presidência da República, Jair Bolsonaro, defendeu os policiais que participaram do Massacre de Eldorado dos Carajás no exato local dos 19 assassinatos. "Quem tinha que estar preso era o pessoal do MST, gente canalha e vagabunda. Os policiais reagiram para não morrer", disse Bolsonaro.

## Memorial

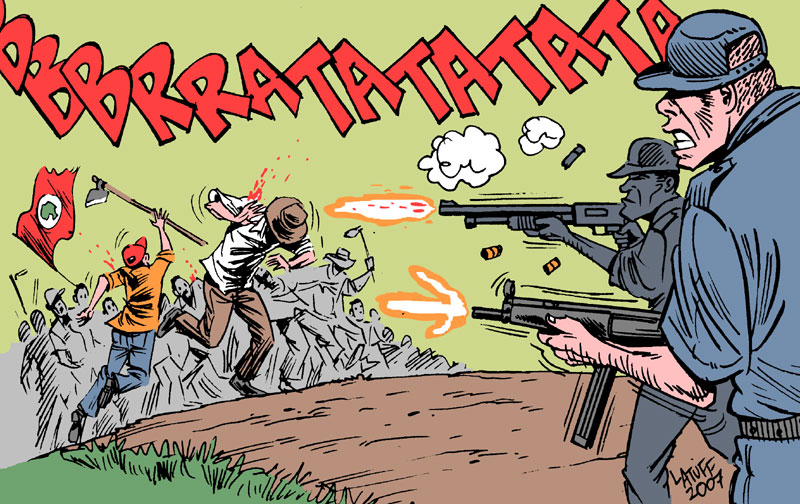
Charge de Carlos Latuff sobre o massacre.

O Monumento Eldorado Memória, projetado pelo arquiteto Oscar Niemeyer para lembrar as vítimas do massacre dos sem-terra, inaugurado no dia 7 de setembro de 1996, em Marabá, foi destruído dias depois. Um dos líderes dos sem-terra do Sul do Pará afirmou que a destruição foi encomendada pelos fazendeiros da região. O arquiteto disse que já esperava por isto.
Em resposta a vandalização do primeiro monumento, em setembro de 1997, as lideranças do Movimento dos Trabalhadores Rurais Sem Terra do sul do Pará resolveram convidar o dramaturgo galês-brasileiro Dan Baron Cohen (conhecido como Dan Baron) para pensar num novo monumento a ser erguido em Eldorado, no local do massacre. Em 17 de abril de 1999 cerca de oitocentos sobreviventes ergueram, sob a coordenação de Baron, um monumento. O trabalho foi denominado de "As Castanheiras de Eldorado do Carajás", mais conhecido como Monumento das Castanheiras Mortas.